# Libyně
Libyně je malá vesnice, část obce Lubenec v okrese Louny. Nachází se asi 1,5 kilometru severně od Lubence. Libyně je také název katastrálního území o rozloze 4,16 km².

## Název
Název vesnice je odvozen z osobního jména Lib. V historických pramenech se objevuje ve tvarech: in Libina (1356), in Libin (1360), Lybyna (1384), in Libinye (1415), Libijno (1545), Libino (1628), Libin (1651), Libin a Libyna (1785), Libin, Liebin a Libyna (1848) a Libín nebo německy Libin (1854). V době okolo roku 1900 se začal používat název Libyně.

## Historie
První písemná zmínka o Libyni pochází z roku 1356, nebo z roku 1358, kdy vesnice patřila k petrohradskému panství. Roku 1540 byla samostatným statkem, ale vrchnostenské sídlo v ní není doloženo. Teprve Josef z Vogelu nechal v roce 1765 postavit v areálu hospodářského dvora patrový barokní zámek, který ve druhé polovině dvacátého století sloužil potřebám státního statku.
Jihozápadně od vesnice stojí osada Královské Údolí zmiňovaná jako Königsthal poprvé v roce 1847.

## Obyvatelstvo
Při sčítání lidu v roce 1921 zde žilo 224 obyvatel (z toho 107 mužů), z nichž bylo deset Čechoslováků, 212 Němců a dva cizinci. Kromě deseti židů a jednoho člena nezjišťovaných církví byli římskými katolíky. Podle sčítání lidu z roku 1930 měla vesnice 226 obyvatel: osm Čechoslováků, 213 Němců a pět cizinců. Až na osm židů se hlásili k římskokatolické církvi.
| | 1869 | 1880 | 1890 | 1900 | 1910 | 1921 | 1930 | 1950 | 1961 | 1970 | 1980 | 1991 | 2001 | 2011 |
| --- | ---- | ---- | ---- | ---- | ---- | ---- | ---- | ---- | ---- | ---- | ---- | ---- | ---- | ---- |
| Obyvatelé | 421  | 382  | 336  | 299  | 279  | 259  | 258  | 128  | 109  | 63   | 72   | 40   | 39   | 46   |
| Domy | 67   | 72   | 65   | 65   | 63   | 60   | 61   | 28   | —    | 20   | 15   | 19   | 21   | 16   |
| Údaje zahrnují data ze samoty Krásné Údolí. Počet domů z roku 1961 je zahrnut v celkovém počtu domů obce Lubenec. |      |      |      |      |      |      |      |      |      |      |      |      |      |      |

## Pamětihodnosti
- Kostel svatého Jiljí[11]
- Rozhledna Vochlice se nachází jeden kilometr po žluté turistické značce nad vesnicí. V letech 2007–2010 rekonstruována z havarijního stavu členy občanského sdružení v Lubenci.

## Osobnosti
- Alfred Kohn (1867–1959), český histolog

## Galerie

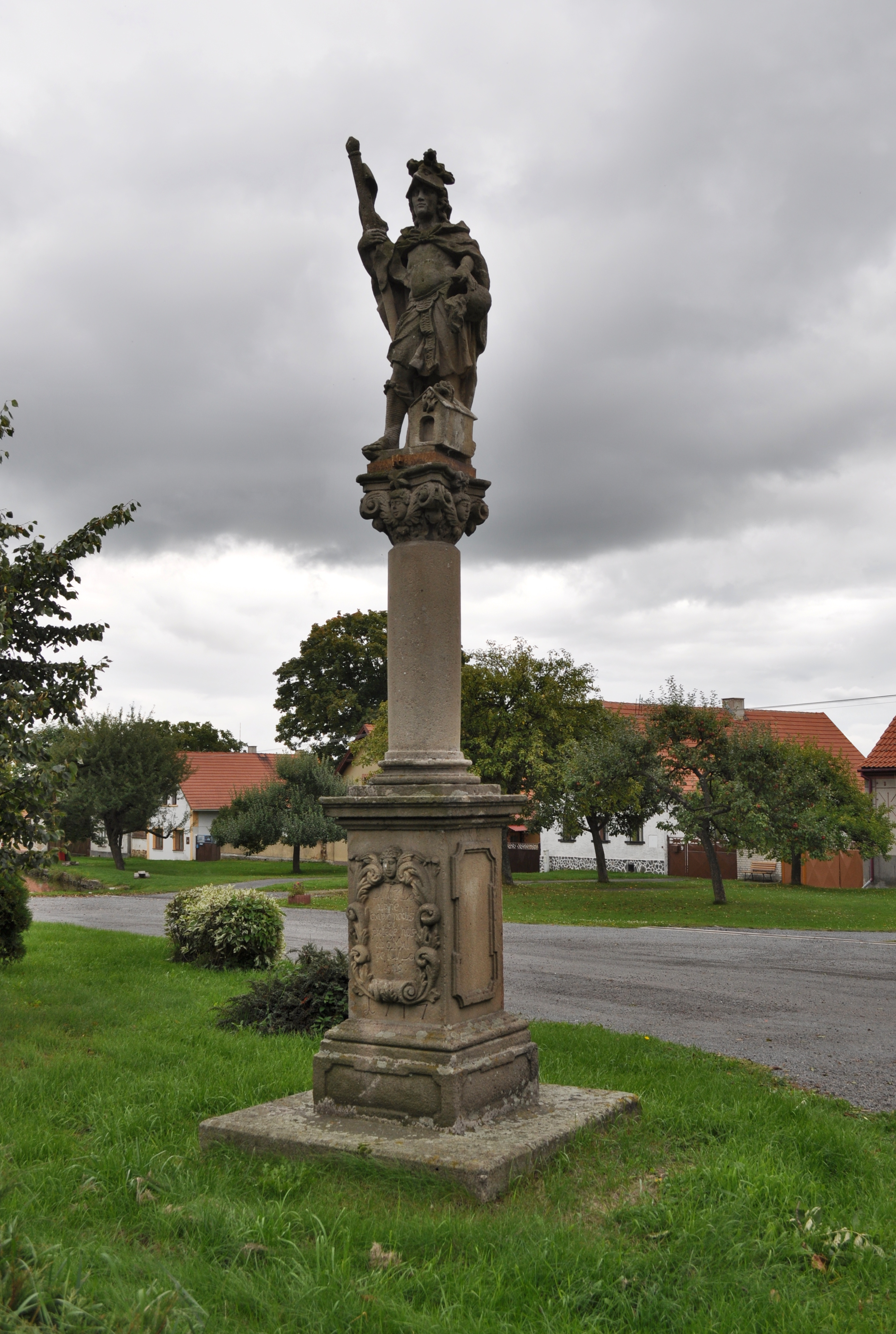
Socha svatého Floriana
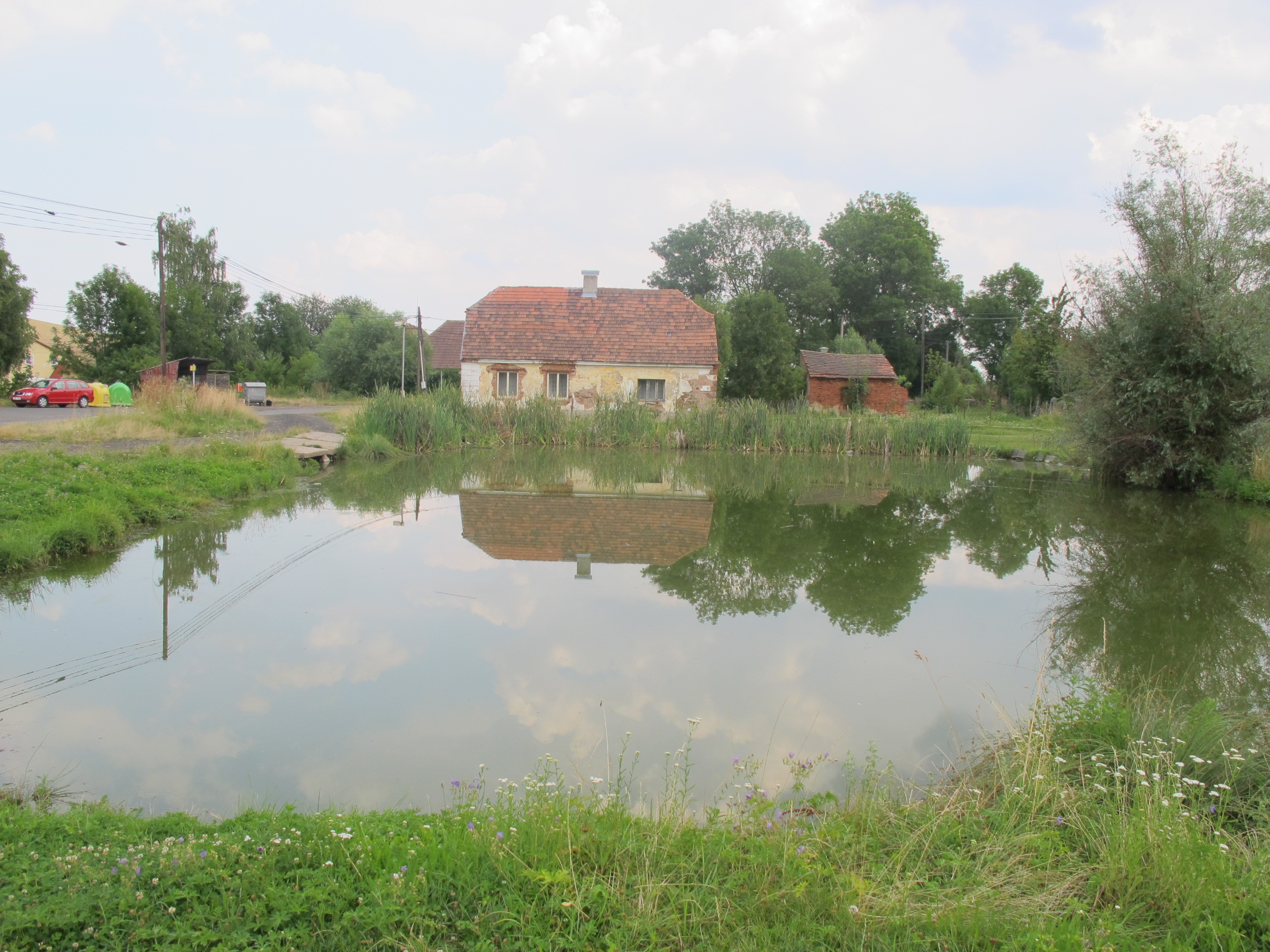
Rybník ve vsi
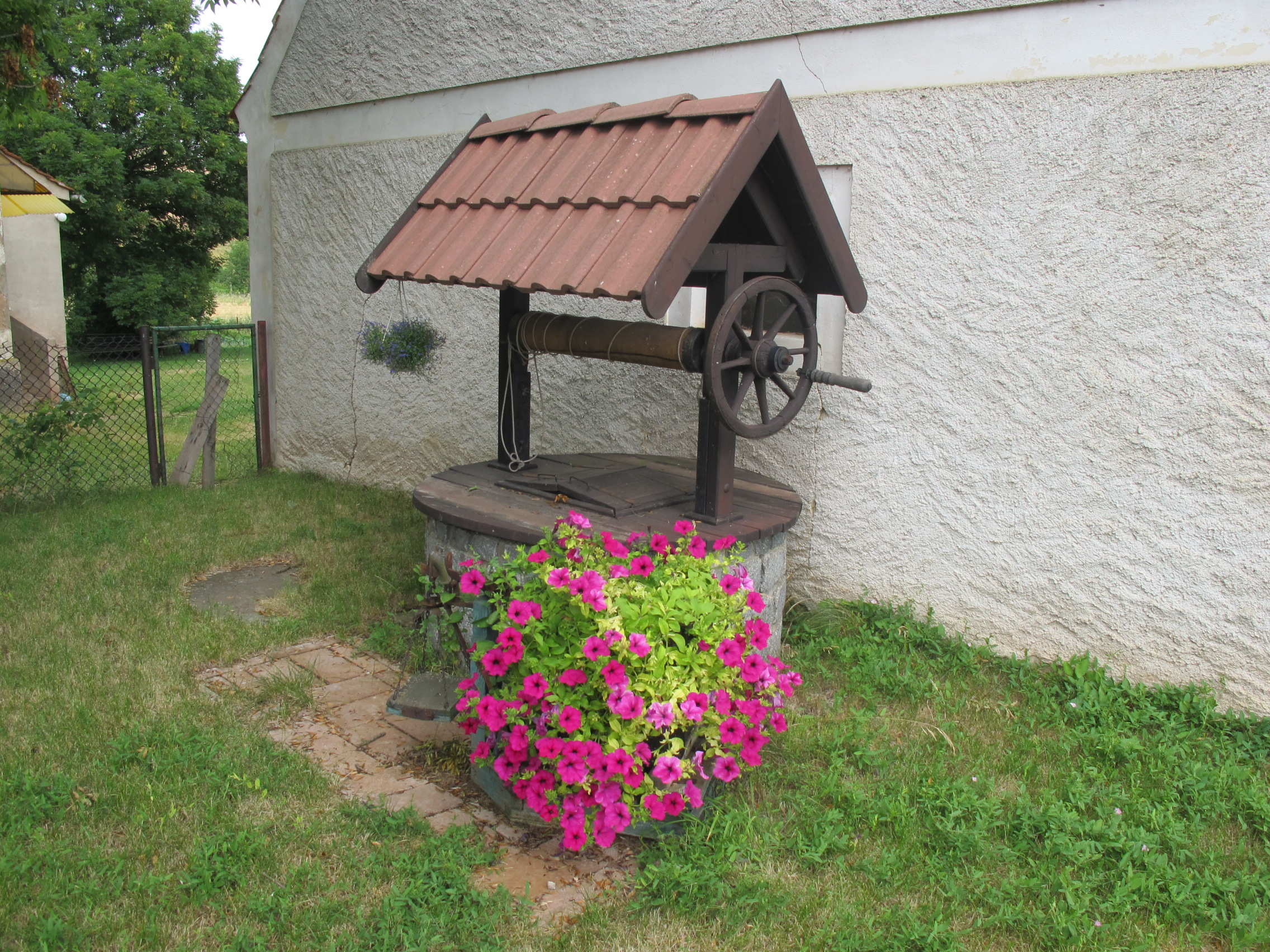
Studna
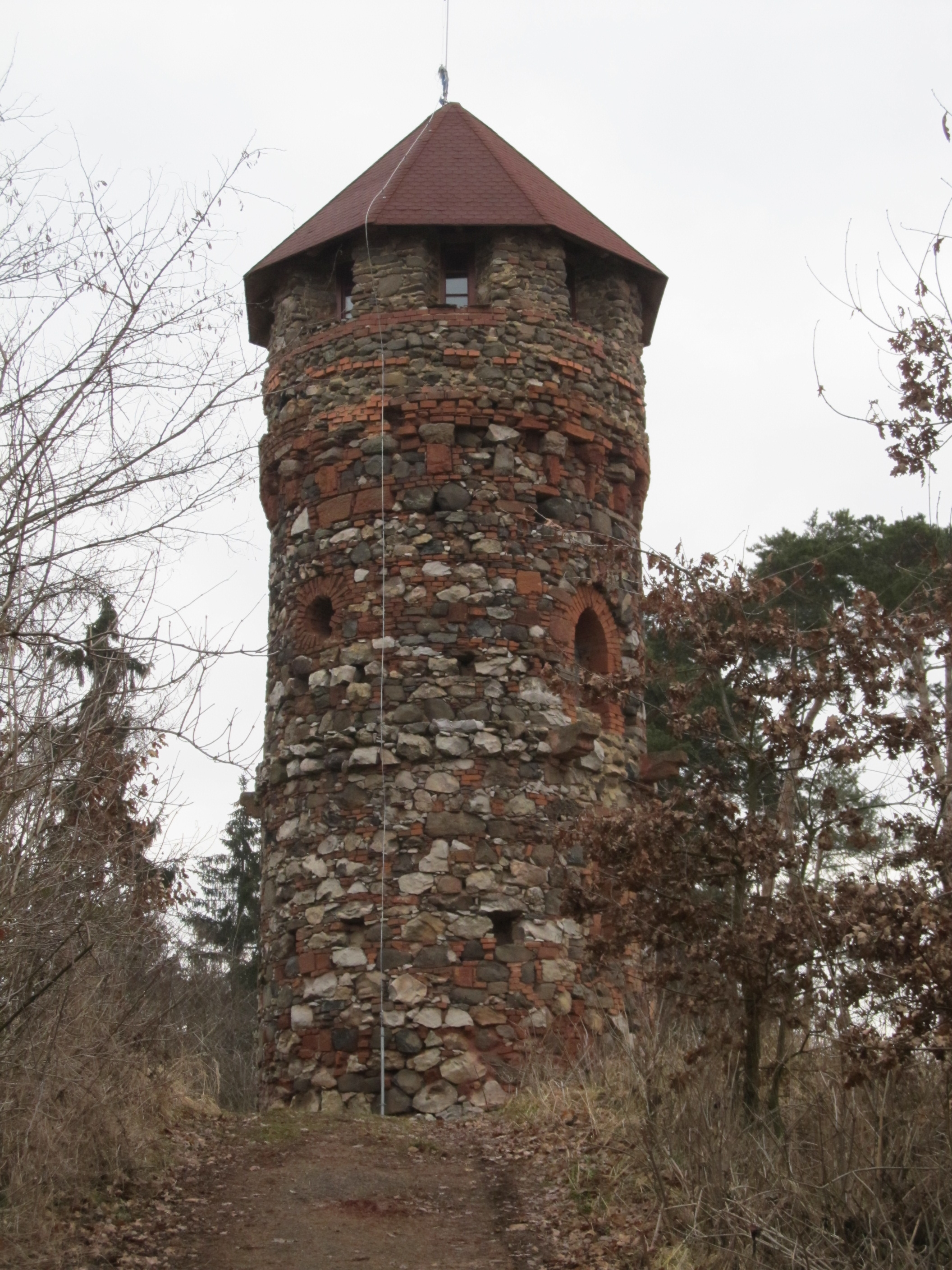
Rozhledna Vochlice